# Varvara Flink
Varvara Aleksandrovna Flink (in russo Варвара Александровна Флинк?; Mosca, 13 dicembre 1996) è una tennista russa inattiva dal 2022.

## Carriera
Ha vinto sei titoli nel singolare e tre nel doppio nel circuito ITF nella sua carriera. Il 15 luglio 2019, ha raggiunto il best ranking mondiale nel singolare, nr 122 e il 31 ottobre 2022 invece ha conseguito il suo best ranking mondiale nel doppio, nr 372.
Nella carriera juniors, si è spinta fino alla seconda posizione mondiale in singolare del ranking ITF.
Fa il suo debutto nel circuito WTA nel 2012 al Baku Cup, dove ha ricevuto una wild card per il tabellone principale di singolo, sconfitta all'esordio dalla veterana thailandese Tamarine Tanasugarn.
Nel 2019 inizia a giocare i tornei dello Slam. mentre all'Australian Open e al Roland Garros è stata sconfitta rispettivamente al secondo e primo turno delle qualificazioni, a Wimbledon riesce a superarle, accedendo per la prima volta in carriera nel tabellone principale di uno Slam, al terzo tentativo. In questa circostanza, supera al primo turno la qualificata spagnola Paula Badosa mentre al successivo è stata eliminata col punteggio di 6-1, 6-4 dalla tedesca e testa di serie numero 18, nonché semifinalista uscente del torneo Julia Görges.

## Circuito WTA 125

### Doppio

#### Vittorie (1)
| N. | Data           | Torneo                       | Superficie | Compagna        | Avversarie in finale               | Punteggio   |
| 1. | 14 agosto 2022 | Thoreau Tennis Open, Concord | Cemento    | Coco Vandeweghe | Peangtarn Plipuech Moyuka Uchijima | 6-3, 7-6(3) |

## Statistiche ITF

### Singolare

#### Vittorie (6)
| Torneo $100.000 (0) |
| Torneo $80.000 (0)  |
| Torneo $75.000 (0)  |
| Torneo $60.000 (0)  |
| Torneo $50.000 (0)  |
| Torneo $25.000 (2)  |
| Torneo $15.000 (4)  |
| Torneo $10.000 (0)  |

| N. | Data            | Torneo                       | Superficie  | Avversaria in finale | Punteggio   |
| 1. | 21 maggio 2017  | Tennis Organisation, Antalya | Terra rossa | María Lourdes Carlé  | 6-4, 7-6(5) |
| 2. | 8 aprile 2018   | Tennis Organisation, Antalya | Terra rossa | Nina Potočnik        | 6-4, 6-4    |
| 3. | 14 aprile 2018  | Shymkent Womens, Şımkent     | Terra rossa | Gozal' Aınıtdınova   | 6-4, 6-4    |
| 4. | 21 aprile 2018  | Shymkent Womens, Şımkent     | Terra rossa | Polina Golubovskaya  | 6–0, 6-3    |
| 5. | 19 agosto 2018  | Leipzig Open, Lipsia         | Terra rossa | Julia Grabher        | 6-1, 6-2    |
| 6. | 27 gennaio 2019 | Tatarstan Winter Cup, Kazan' | Cemento     | Anastasija Gasanova  | 6-4, 6-1    |

#### Sconfitte (5)
| Torneo $100.000 (0) |
| Torneo $80.000 (0)  |
| Torneo $75.000 (0)  |
| Torneo $60.000 (0)  |
| Torneo $50.000 (1)  |
| Torneo $25.000 (0)  |
| Torneo $15.000 (1)  |
| Torneo $10.000 (3)  |

| N. | Data             | Torneo                                    | Superficie  | Avversaria in finale | Punteggio     |
| 1. | 21 febbraio 2016 | Jolie Ville Golf Women's, Sharm el-Sheikh | Cemento     | Džulija Terzijska    | 4–6, 3–6      |
| 2. | 28 febbraio 2016 | Jolie Ville Golf Women's, Sharm el-Sheikh | Cemento     | Tereza Mihalíková    | 1–6, 4–6      |
| 3. | 6 marzo 2016     | Jolie Ville Golf Women's, Sharm el-Sheikh | Cemento     | Viktória Kužmová     | 6-4, 2-6, 1-6 |
| 4. | 30 ottobre 2016  | Abierto Tampico, Tampico                  | Cemento     | Sof'ja Žuk           | 4-6, 3-6      |
| 5. | 1º aprile 2018   | Tennis Organisation, Adalia               | Terra rossa | Andreea Roșca        | 3-6, 4-6      |

### Doppio

#### Vittorie (2)
| Torneo $100.000 (0) |
| Torneo $80.000 (0)  |
| Torneo $75.000 (0)  |
| Torneo $60.000 (0)  |
| Torneo $50.000 (0)  |
| Torneo $25.000 (0)  |
| Torneo $15.000 (0)  |
| Torneo $10.000 (2)  |

| N. | Data            | Torneo                                    | Superficie | Compagna                | Avversarie in finale                  | Punteggio |
| 1. | 3 novembre 2012 | ITF Women's Circuit Monastir, Monastir    | Cemento    | Jaimy-Gayle van de Wal  | Valeria Podda Lisanne van Riet        | 6-3, 6-2  |
| 2. | 3 ottobre 2015  | Jolie Ville Golf Women's, Sharm el-Sheikh | Cemento    | Veronica Miroshnichenko | Jacqueline Cabaj Awad Martina Přádová | 6-3, 6-4  |